# Erling Nilsen
Erling Nilsen est un boxeur norvégien né le 30 décembre 1910 et mort le 22 avril 1984 à Moss.

## Biographie
Médaillé de bronze olympique des poids lourds aux Jeux de Berlin en 1936, sa carrière de boxeur amateur est également marquée par une autre médaille de bronze remportée lors des championnats d'Europe de Milan en 1937.